# Wiener Melange

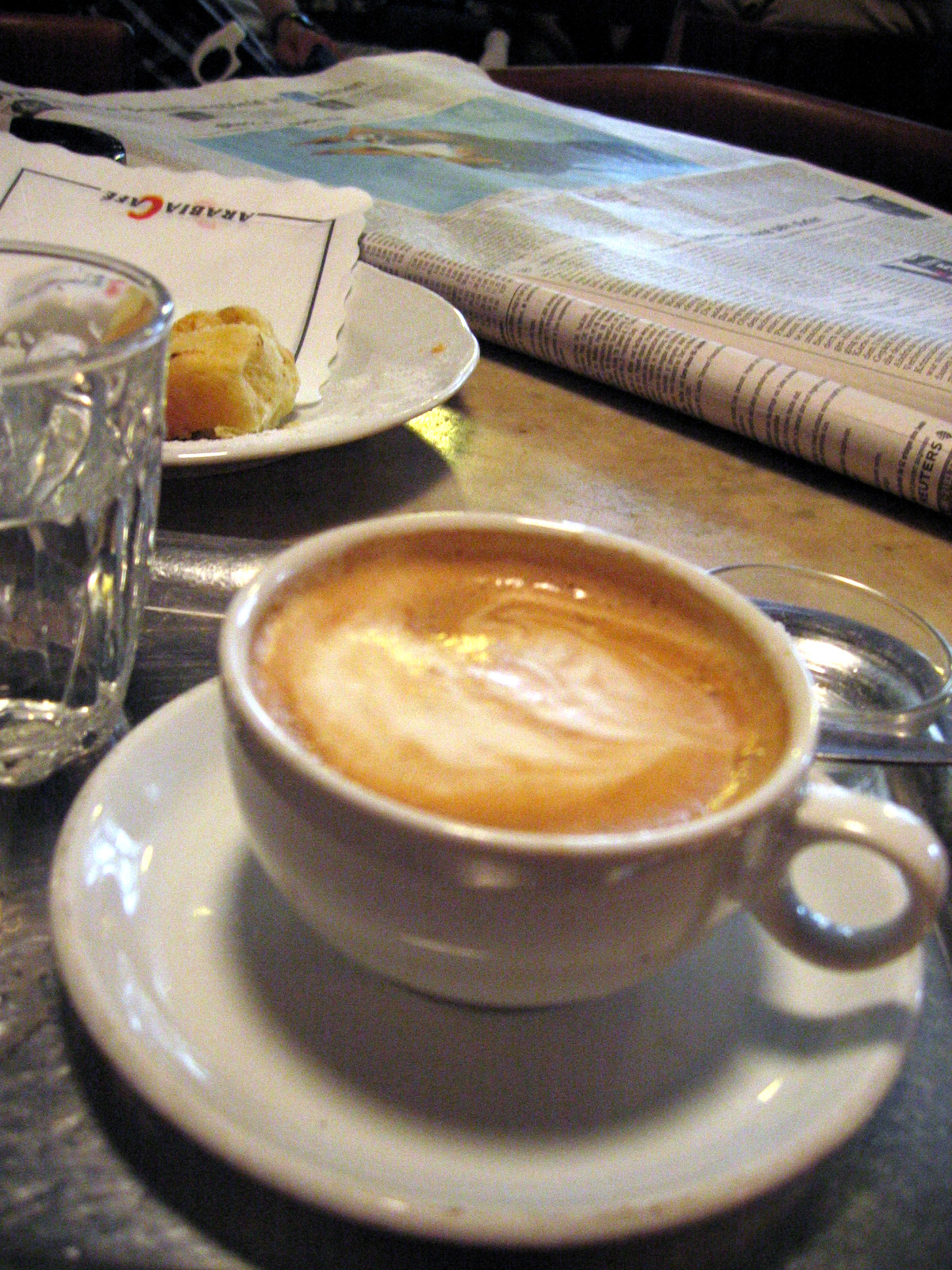
Un Wiener Melange.

El Wiener Melange (/ˈviːnə melɑ̃ʒ/; en castellano 'mezcla vienesa'; procedente de la voz francesa mélange) es una preparación de café tradicional de Viena similar al capuchino. Se prepara con alguna variedad de grano suave, como el de moca, preferiblemente torrefacto. El sabor achocolatado de esta variedad es causante de que a menudo se confunda el Wiener Melange con el café con chocolate, que en Viena recibe el nombre de Franziskaner. Debido a esta confusión, en muchos idiomas un café vienés es sinónimo de café con chocolate o espresso con panna.
En las cafeterías típicas de la capital austriaca, el Melange se suele servir en una pequeña bandeja metálica individual junto a un vaso de agua del grifo.
- Datos: Q70461
- Multimedia: Melange (coffee) / Q70461